# V jako Vendeta
V jako Vendeta je původně britská desetidílná komiksová série napsaná Alanem Moorem a převážně ilustrovaná Davidem Lloydem. Originální  série byla vydávána černobíle časopisecky od roku 1982 do roku 1985 ve Spojeném království pod nakladatelstvím Quality Comics. Po odkoupení práv americkým nakladatelstvím DC Comics byla série zkompletována a dobarvena. V USA byla vydávána od září 1988 do května 1989.
Děj je zasazen do dystopické budoucnosti Spojeného království. Tajemný maskovaný revolucionář říkající si „V“ usiluje o zničení totalitní fašistické vlády, přičemž však vykonává i osobní krevní mstu.
Příběh se roku 2006 dočkal zfilmování. Ve filmu V jako Vendeta si hlavní role zahráli Hugo Weaving a Natalie Portman. Režie se chopil James McTeigue. Sám Alan Moore film odsoudil.

## Děj

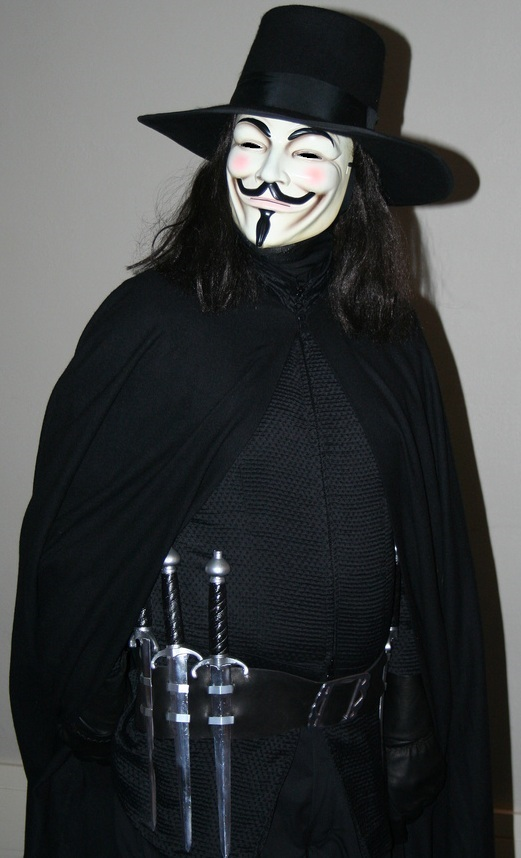
Kostým „V“.

Série zachycuje blízkou budoucnost Spojeného království po jaderné válce, která zanechala většinu světa zničenou. V budoucnosti se fašistická strana „Norsefire“ stane vládnoucí stranou, která schválí vyvraždění všech černochů, Asiatů a homosexuálů. „V“, anarchistický revolucionář převlečený do masky za Guye Fawkese, začne propracovanou, násilnou a teatrální kampaň za svrhnutí vlády, v jejímž čele je vůdce Adam Susan. Příběh také sleduje osud ztracené šestnáctileté Evey Hammondové, která ve válce přišla o matku a ve vlně poválečného zatýkání i o otce. „V“ se ji ujme a snaží se ji ukázat v jak lživém a zkaženém světě žije. „V“ také při svém boji s režimem vykonává svou osobní vendetu, která souvisí s jeho pobytem v koncentračním táboře Larkhill. Celý příběh se odehrává mezi listopadem 1997 a listopadem 1998.
Totalitní režim, proti kterému „V“ (jako anarchista) bojuje je založen na klerofašistické, homofobní a rasistické ideologii. Jeho hlavní složky tvoří tzv. Hlavu, jejímž kancléřem je Adam Susan (současně je i vůdcem jediné povolené politické strany „Norsefire“). Další složky tvoří „Uši“, které jsou centrálou odposlechů, které jsou v každém telefonu. Dále „Nos“ – vyšetřovací orgán, „Oko“ – sledovací orgán monitorující skrze všudepřítomných kamer a „Prsty“ – tajná všehoschopná policie. K manipulaci s občany je každý den vysílán program „Hlasu Osudu“, který slouží jako propagandistické a takřka náboženské médium.

## Maska
Aktivisté ze skupiny Anonymous na veřejnosti používají stejnou masku Guye Fawkese. Umělec David Lloyd, autor ilustrací komiksu, k tomu prohlásil: „Maska Guye Fawkese se stala symbolem běžně využívaným v protestech proti tyranii – a mně to dělá radost, zdá se mi výjimečné, že je ikona populární kultury používaná k tomuto účelu.“

## Česká vydání
V České republice vydalo příběh V jako vendeta nakladatelství BB/art ve spolupráci s nakladatelstvím CREW.
- 2005 – V jako vendeta – (V for Vendetta #1–10, 1988–89)
- 2010 (oficiálně jako dotisk)
- 2015
- 2022